# Partiya Razkarî
Partiya Razkarî (på arabiska حزب رزكاري) är en kurdisk politisk grupp baserad i Libanon som bildades 3 april 1975 av Faissal Fakhro, född 1947.
Partiya Razkarî stödde de kurdiska styrkor som kämpade mot den irakiska regimen. För en kort period under Inbördeskriget i Libanon gick dock Razkarî samman med det kurdiska demokratiska partiet för att bilda den progressiva kurdiska Fronten.
Partiya Razkarî försvagades i mitten av 1970-talet av avhopp av en del av dess organisation, som kallade sig Vänsterpartiet Razkarî, eller Razkarî II. 
Partiya Razkarî leds av Mahmoud Khodr Fattah Ahmad, en allierad till Syrien.